# Associação Atlética Ponte Preta
Associação Atlética Ponte Preta je brazilský fotbalový klub z Campinas. Klub byl založen v roce 1900 a svoje domácí utkání hraje na Estádio Moisés Lucarelli s kapacitou 19 722 diváků.